# No Man’s Land (Computerspiel)
No Man’s Land, auch bekannt als No Man’s Land: Fight for your Rights!, ist ein Echtzeit-Strategiespiel aus dem Jahr 2003 für Windows, entwickelt von Related Designs und veröffentlicht von CDV Software. Es gilt als geistiger Nachfolger des ebenfalls von Related Designs entwickelten America.

## Spielablauf
Das Spiel spielt in der Neuen Welt, wo sechs verschiedene Fraktionen gespielt werden können. Spielbare Fraktionen sind die Engländer, die Spanier, die amerikanischen Patrioten, die amerikanischen Siedler, die Waldindianer und die Prärieindianer. Jede Fraktion hat ihre eigenen Stärken, Schwächen und eigene Helden. Der Einzelspieler-Modus enthält drei Kampagnen.
Kampagnen:
- In der ersten Kampagne mit dem Titel „Die Eroberung einer neuen Welt“ kämpfen Sie als Spanier unter der Führung von Kapitän Carnivez gegen die Engländer und Eingeborenenstämme.
- In der zweiten Kampagne „Der Kampf gegen die Eindringlinge“ schlüpfen Sie in die Rolle der Eingeborenen und kämpfen gegen europäische Eindringlinge. In der ersten Hälfte geht es um Magua und die Irokesen im Kampf gegen die Engländer. Die zweite Hälfte springt viele Jahre in die Zukunft, in der Grass Wing der Cheyenne gegen amerikanische Siedler und ihre verbündeten Eingeborenen kämpft.
- Die letzte und dritte Kampagne mit dem Titel „Die Geburt einer Nation“ folgt der Familie Sanders. Der erste Teil folgt Jerimiah Sanders und spielt während der englischen Kolonisierung Amerikas, in der englische Pilger gegen Spanier auf dem Weg und widerspenstige Eingeborene auf amerikanischem Boden kämpfen. Der zweite Teil folgt Samuel Sanders während des Amerikanischen Revolutionskriegs, in dem er die amerikanischen Streitkräfte gegen die Briten anführen muss und sogar Magua, den Häuptling der Irokesen, um Hilfe bittet. Der dritte und letzte Teil folgt William „Billy“ Sanders, der mit seinen Siedlern darum kämpft, vor seinem Gegner eine Eisenbahnlinie zu bauen, und dabei mit feindseligen Eingeborenen zu kämpfen hat.

## Rezeption
Das Spiel erhielt überwiegend gemischte bis positive Kritiken. Auf Metacritic hat es eine Gesamtwertung von 70 von 100 Punkten, basierend auf zwölf Bewertungen. Auf GameRankings hat es eine Wertung von 65,86 %, basierend auf vierzehn Bewertungen.

„Der finanziell angeschlagene Publisher CDV braucht ein gelungenes Spiel wie No Man’s Land derzeit wie die Luft zum Atmen. Es handelt sich sicher um ein gutes Echtzeit-Strategiespiel, das vor allem durch seine gelungene 3D-Optik und die drei tollen Kampagnen besticht. Der Aufstieg in die absolute Königsklasse bleibt dem kurzweiligen Historientitel dennoch verwehrt, da der Aufbaupart viel zu hausbacken ist und die Führung der Truppen taktisch recht wenig zu bieten hat.“

„Das Bessere ist der Feind des Guten. Für den Quasi-Vorgänger America vom gleichen Entwickler-Stamm waren Starcraft und Age of Empires 2 unerreichbare Messlatten. Und heute? Im direkten Vergleich mit Warcraft 3 oder Age of Mythology ist auch No Man’s Land „nur“ gut. Probleme damals wie heute: farblose Helden, eine recht triviale Story ohne den nötigen Galopp, ein Einheitenbrei ohne klar rausgearbeitetes Stein-Papier-Schere-Prinzip, eine ungenaue Steuerung und wenig organisierte Bleichgesichter, die manch kühn getimten Angriff vermasseln.“